# جامعة الفجيرة

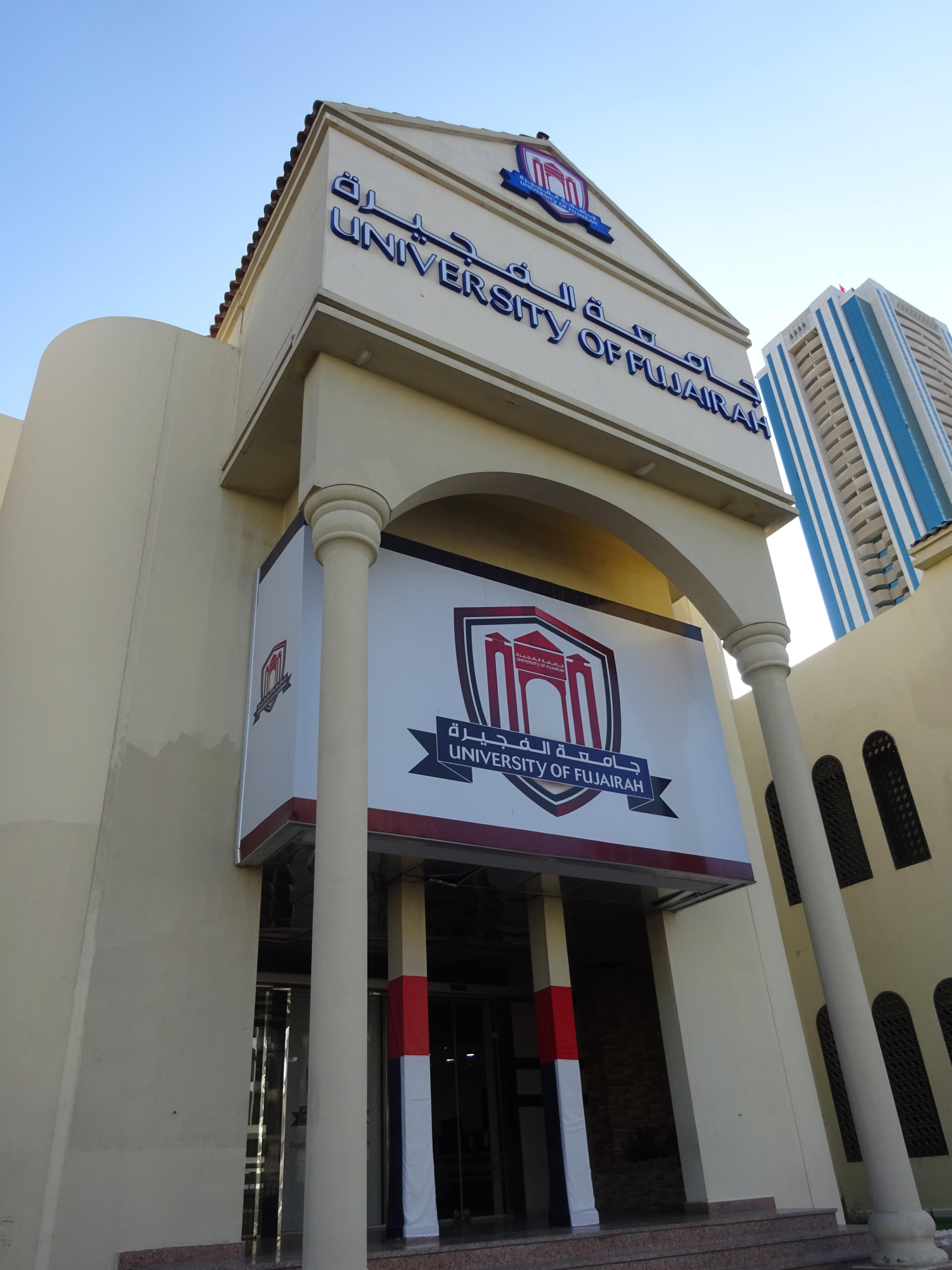

جامعة الفجيرة مؤسسة أكاديمة شبه حكومية غير ربحية تملكها جمعية الفجيرة الخيرية، حصلت على الترخيص من وزارة التعليم العالي والبحث العلمي في إبريل 2006 وحصلت على الاعتماد الأكاديمي من هيئة الاعتماد الأكاديمي بوزارة التعليم العالي والبحث العلمي للبرامج التي تقدمها في 16 أغسطس من العام نفسه.
تسعى جامعة الفجيرة إلى نشر التعليم والوعي الثقافي والفكري في دولة الإمارات العربية المتحدة بشكل عام وامارة الفجيرة بشكل خاص وكما أنها حريصة جدا على تقديم التعليم إلى جميع الجنسيات والأديان وهي لاتقتصر فقط على التعليم الجامعي حيث يتبع لها مركز تعليم المستمر لإعطاء العديد من الدورات في كافة المجالات، وتعتبر الكلية صرح رائد في امارة الفجيرة.

## أقسام الجامعة
الدرجات التي تمنحها جامعة الفجيرة هي:
| أدارة الأعمال ماجستير إدارة الاعمال بكالوريوس في إدارة الاعمال (عام) بكالوريوس إدارة الموارد البشرية بكالوريوس العلوم المالية والمصرفية بكالوريوس التسويق بكالوريوس الأدارة دبلوم في إدارة الاعمال تقنية المعلومات بكالوريوس شبكات وأمن نظم المعلومات بكالوريوس الانترنت والتجارة الالكترونية دبلوم في تقنية المعلومات الاتصال الجماهيري والعلاقات العامة بكالوريوس الصحافة بكالوريوس أعلام رقمي بكالوريوس علاقات عامة بكالوريوس اعلان دبلوم في العلاقات العامة اللغةالعربية وادابها بكالوريوس الاداب في اللغة العربية وادابها |

## مرافق الجامعة
الحرم الجامعي لجامعة الفجيرة يحوي مختبرات متكاملة ومكتبة تلبي الاحتياجات العلمية للطلبة وقاعات محاضرات وصالة للألعاب الرياضية ومسجد ومسرح داخل المبنى القائم في امارة الفجيرة.

## لغة الدراسة
لغة الدراسة هي اللغة الإنجليزية في تخصصات إدارة الأعمال وتقنية المعلومات ويشترط للقبول الحصول على (500) درجة في امتحان التوفل (TOEFL) أو ما يعادله من اختبار أكاديمي في اللغة الإنجليزية (IELTS) بمجموع لا يقل عن (5), اما في بقية التخصصات فلغة الدراسة هي اللغة العربية.

## الجوائز
- حصل برنامج ماجستير إدارة الاعمال MBA في جامعة الفجيرة على المركز الأول وجائزة الابداع والتفوق الاولى لعام 2017، على مستوى العالم متفوقا على الجامعات في المنطقة العربية وشمال افريقيا ضمن تصنيف مؤسسة TURNITIN المعنية بأخلاقيات البحث العلمي والأمانة العلمية ، والنزاهة الإكاديمية.[2]
- حققت كلية الاتصال في جامعة الفجيرة، المرتبة الأولى على المستوى الدولي في مسابقة البحوث العلمية بالملتقى الإعلامي الدولي، الذي تنظمه الجامعة القاسمية ضمن فعاليات شهر الابتكار.[3]

## وصلات خارجية
- الموقع الرسمي